# Rima Wan-Yu
La Rima Wan-Yu è una struttura geologica della superficie della Luna.